# Брейденвілл (Пенсільванія)
Брейденвілл (англ. Bradenville) — переписна місцевість (CDP) в США, в окрузі Вестморленд штату Пенсільванія. Населення — 487 осіб (2020).

## Географія
Брейденвілл розташований за координатами 40°19′25″ пн. ш. 79°20′25″ зх. д. / 40.32361° пн. ш. 79.34028° зх. д. (40.323621, -79.340254).  За даними Бюро перепису населення США в 2010 році переписна місцевість мала площу 1,06 км², уся площа — суходіл.

## Демографія
Згідно з переписом 2010 року, у переписній місцевості мешкало 545 осіб у 237 домогосподарствах у складі 153 родин. Густота населення становила 514 осіб/км².  Було 253 помешкання (239/км²).
Расовий склад населення:
| - 99,1 % — білих - 0,7 % — чорних або афроамериканців - 0,2 % — азіатів |

До двох чи більше рас належало 0,0 %. Частка іспаномовних становила 0,7 % від усіх жителів.
За віковим діапазоном населення розподілялося таким чином: 20,4 % — особи молодші 18 років, 60,0 % — особи у віці 18—64 років, 19,6 % — особи у віці 65 років та старші. Медіана віку мешканця становила 42,7 року. На 100 осіб жіночої статі у переписній місцевості припадало 96,8 чоловіків;  на 100 жінок у віці від 18 років та старших — 96,4 чоловіків також старших 18 років.
Середній дохід на одне домашнє господарство  становив 52 298 доларів США (медіана — 42 471), а середній дохід на одну сім'ю — 59 125 доларів (медіана — 42 326). За межею бідності перебувало 6,5 % осіб, у тому числі 6,2 % дітей у віці до 18 років та 0,0 % осіб у віці 65 років та старших.
Цивільне працевлаштоване населення становило 262 особи. Основні галузі зайнятості: виробництво — 27,1 %, освіта, охорона здоров'я та соціальна допомога — 24,4 %, будівництво — 16,4 %, фінанси, страхування та нерухомість — 11,1 %.